# 白鳥湖駅
座標: 北緯47度25分17秒 東経142度42分13秒 / 北緯47.42139度 東経142.70361度
白鳥湖駅（はくちょうこえき）は、かつて樺太豊栄郡栄浜村に存在した鉄道省樺太東線の駅である。

## 歴史
- 1927年（昭和2年）11月20日 - 樺太鉄道落合駅～知取駅間(170.5km)開業により、北白鳥湖駅（きたはくちょうこ）として設置。
- 1941年（昭和16年）
  - 3月31日 - 白鳥湖駅に改称。
  - 4月1日 - 樺太鉄道の国有化により、樺太庁鉄道東海岸線の駅となる。
- 1943年（昭和18年）4月1日 - 南樺太の内地化にともない、鉄道省（国有鉄道）に編入。
- 1945年（昭和20年）8月 - ソ連軍が南樺太へ侵攻、占領し、駅も含め全線がソ連軍に接収される。
- 1946年（昭和21年）
  - 2月1日 - 日本の国有鉄道の駅としては、書類上廃止。
  - 4月1日 - ソ連国鉄に編入。

## 運行状況
- 上りは大泊駅行き3本と、落合駅行き2本、下りは白浦駅行きが2本と上敷香駅行きと知取駅、敷香駅行き各1本であった。夜行列車は通過していた。

## 駅周辺
- 白鳥湖

## 隣の駅
鉄道省樺太鉄道局
樺太東線
新栄浜駅 - 白鳥湖駅 - 相浜駅